# Hannibal Records
La Hannibal Records era un'etichetta discografica indipendente britannica fondata dal produttore musicale Joe Boyd nel 1980. Si è distinta per l'alto livello musicale degli artisti pubblicati, provenienti da molti paesi e culture diverse.
Fu una delle prime a pubblicare dischi di world music, si specializzò anche negli album di folk rock e di rock progressivo, nonché nella riedizione di dischi usciti in precedenza di autori famosi di questi generi.
Tra i primi album pubblicati dalla Hannibal vi furono quelli di Nick Drake, della Incredible String Band e dei Fairport Convention, che erano stati prodotti da Boyd. Fu di questi tempi che lo stesso Boyd ed altri discografici coniarono il termine "world music", per aiutare la promozione dei lavori di questo genere musicale. Negli anni ottanta l'azienda assorbì la preesistente Carthage Records, che ne divenne un'affiliata.
Agli inizi degli anni novanta la Hannibal fu acquistata dall'etichetta indipendente Rykodisc. Il marchio rimase e Joe Boyd continuò a lavorare in qualità di direttore fino alla fine degli anni novanta, quando la Rykodisc fu venduta alla Palm Pictures.
Nel 1998 Andrew Childs divenne il nuovo manager della Hannibal e mise sotto contratto diversi artisti di fama tra i quali Robert Wyatt, Phil Manzanera e Brian Eno, dei quali furono ripubblicati lavori precedenti. Furono anche ripubblicati alcuni album dell'etichetta All Saints Records e messi sotto contratto alcuni artisti emergenti, come la band di folk rock The Eighteenth Day of May.
Nel 2006 la Rykodisc fu acquistata dal colosso americano Warner music che, a dicembre dello stesso anno, chiuse la Hannibal.

## Principali artisti
- The Albion Band
- Harold Budd
- John Cale
- BJ Cole
- Ry Cooder
- Sandy Denny
- Nick Drake
- Brian Eno
- Fairport Convention
- Fotheringay

- Jon Hassell
- Incredible String Band
- Bert Jansch
- Dagmar Krause
- Hugo Largo
- Malicorne
- Taj Mahal
- Phil Manzanera
- Kate & Anna McGarrigle

- Phil Ochs
- Andy Partridge
- Silvio Rodríguez
- Márta Sebestyén
- Strawbs
- June Tabor
- Richard & Linda Thompson
- Ali Farka Touré
- Robert Wyatt